# Viktor af Klint
Viktor Håkan Gustafsson af Klint, född den 17 december 1904 i Stockholm, död den 30 maj 1986 i Täby församling, Stockholms län, var en svensk sjömilitär. Han var son till Gustaf af Klint.
af Klint avlade studentexamen 1924 och sjöofficersexamen 1927. Han blev fänrik vid flottan sistnämnda år, löjtnant 1929, kapten 1939, kommendörkapten av andra graden 1944, av första graden 1949 och kommendör 1954. af Klint var chef för Göteborgs örlogsvarv 1954–1965. Han invaldes som ledamot av Örlogsmannasällskapet 1945. af Klint blev riddare av Svärdsorden 1946 och kommendör av samma orden 1961. Han vilar på Galärvarvskyrkogården i Stockholm.